# Vittoria Ostuni Minuzzi
Vittoria Ostuni Minuzzi (Camposampiero, 6 dicembre 2001) è una rugbista a 15 italiana, tre quarti ala del Valsugana di Padova.

## Biografia
Figlia di un medico cooperante e cresciuta nel rugby fin dall'età di 5 anni, passò all'atletica leggera a 10 anni dopo un infortunio a seguito del quale fu necessario sottoporla a intervento chirurgico.
A 14 anni tornò al rugby ed entrò nelle giovanili del Valsugana nella cui prima squadra esordì a nemmeno 16 anni nel 2017 e con cui giunse fino alla finale di campionato persa contro Colorno.
L'anno seguente giunse di nuovo alla finale di serie A con il club padovano, ma fu di nuovo una sconfitta, nell'occasione contro Villorba.
In nazionale, esordì da titolare nella prima giornata del Sei Nazioni 2020 a Cardiff contro il Galles; di un anno posteriore al debutto, nel corso del Sei Nazioni 2021 a Glasgow contro la Scozia, fu la prima meta internazionale di Ostuni Minuzzi.
Presente alla Coppa del Mondo 2021 in Nuova Zelanda, disputatasi un anno più tardi per via della pandemia di COVID-19, si è laureata campione d'Italia in due stagioni consecutive, nel 2022 e 2023; nel 2025 è stata convocata per la Coppa del Mondo in Inghilterra.

## Palmarès
- Campionati italiani: 1
Valsugana: 2021-22, 2022-23